# Snowy Shaw
Snowy Shaw (egentligen Tommie Snowy Mike Christer Shaw) född 25 juli 1968 i Göteborg, är en svensk heavy metal-musiker. Hans huvudinstrument är trummor, men han spelar även gitarr, bas och sång. 
Snowy Shaw är kanske mest känd för att ha spelat trummor med King Diamond på Conspiracy världsturnén 1989-1990 och konceptalbumet The Eye och med Mercyful Fate på deras album Time. Han har spelat och drivit band som Dream Evil, Memento Mori, illwill och Notre Dame, samt som soloartist. Han blev anlitad som sångare på skivan Gothic Kabbalah med Therion och anlitades dessutom att designa och bygga all scendekor och bandets visuella framtoning inför världsturnén 2007 och blev kvar som sångare och frontfigur mellan 2007 och 2012. Snowy Shaw ersatte under 2010 ICS Vortex på bas och clean sång i det norska symfoniska black metalbandet  Dimmu Borgir, men har nu lämnat bandet. Shaw medverkar endast på bandets album Abrahadabra som släpptes i september 2010.
Snowy Shaw spelade 2012-13 trummor i det svenska metal-bandet Sabaton. Har medverkar som sångare/musiker på otaliga skivor med t.ex Opera Diabolicus, Mad Architect, XXX, Skyblood, Denner/Shermann mfl. Förutom session musiker och sångare anlitas Snowy ofta som producent, låtskrivare och arrangör. 

## Notre Dame
Notre Dame var ett svenskt skräckrock/metalband som fanns mellan 1997 och 2004. Medlemmarna var Snowy Shaw (sång, gitarr och bas), Vampirella (sång), Jean-Pierre de Sade (gitarr och bas) och Mannequin de Sade (trummor). De två sistnämnda sades vara ättlingar till den franska författaren Marquis de Sade. Dessa bar alltid mask på sig under framträndanden samt på omslag och liknande. Både för att skapa en mystik runt dem, men även så att Snowy Shaw skulle kunna byta ut personerna bakom maskerna utan att det märktes.

## Diskografi
Med King Diamond
- The Eye (1990)

Med Memento Mori
- Rhymes of Lunacy (1993)
- Life, Death and Other Morbid Tales (1994)

Med Mercyful Fate
- Time
- Egypt
- A Dangerous Meeting
- The Bellwitch

Med Illwill
- Evilution (1998)

Med Notre Dame
- Coming Soon to a Théatre Near You!!! EP (1998)
- Abattoir, Abattoir du noir '7 (live) (1999)
- Vol 1: Le theatre du vampire LP (1999)
- Nightmare Before Christmas EP (1999)
- Thrillogy VHS (2001)
- The 2nd Coming to a Theatre Near You LP + bonus (2002)
- Demi Monde Bizarros (2004)
- Creepshow Freakshow Peepshow (live) (2005)

Med Dream Evil
- Book of Heavy Metal (2004)
- DragonSlayer (2002)
- Evilized (2003)
- Children of the Night (2003)
- Gold Medal In Metal (2005)

- Loud N'Nasty- No One Rocks Like You (2006)

Med Therion
- Gothic Kabbalah
- Live Gothic (2007)

Med Aggressive Chill
- Destination 7734 (2009) (Artwork, layout)

Med XXX
- Heaven, Hell or Hollywood? (2009)

Med Dimmu Borgir
- Abrahadabra (2010)

THERION - Sitra Ahra (2010)
Scheepers  (2011)
SNOWY SHAW - IS ALIVE! (2011)
Opera Diabolicus - 1614 (2012)
The CNK & Snowy Shaw - revisionnisme (2012)
Therion - Les Fleurs Du Mal (2012)
Mad Architect - Journey To Madness (2013)
Mad Architect - Hang High (2015)
Med Raubtier
- Opus Magni (2014)

Med SNOWY SHAW
SNOWY SHAW: Is Alive (2011) 
SNOWY SHAW - Dusk (2014)
SNOWY SHAW - Fire (2014)
SNOWY SHAW: The Liveshow - 25 years of madness in the name of metal. (2014)
SNOWY SHAW: Live In Hell (2015)
Barndoom med Snömannen & hans vänner (2017)
Barndoom med Snömannen & hans vänner - Kråksång & Rävspel ( 2017)
SNOWY SHAW: Be Kind To Animals or I'll kill you. (2018)
SNOWY SHAW: White Is The New Black ( 2018)